# アルフェウス・P・ホッジズ
アルフェウス・P・ホッジズ（Alpheus P. Hodges、1821年 – 1858年7月29日）は、1850年4月4日に市が設立された後ロサンゼルス最初の市長であった。しかし、アメリカ合衆国の統治下での最初の市長はスティーブン・クラーク・フォスターである。

## 人物
アルフェウスは1821年にバージニア州リッチモンドで生まれた。1844年、彼はバージニア医科大学を卒業した。1849年4月3日、彼はマディソンマイニングアンドトレーディングカンパニーの船であるグレンモアに乗ってリッチモンドを去った。 
カリフォルニア州に到着してから彼は1850年から1851年までカリフォルニア州ロサンゼルスの市長を務めた。当時の市の人口はわずか1,610人であった。彼は28歳で新市の市長になり、一年で任期を終えた
彼は後にバージニアに戻り、1858年7月29日に父親の家で亡くなった。